# Étienne Moreau
Pour les articles homonymes, voir Moreau.
Étienne Moreau, né en 1602 à Paris et mort à le 8 janvier 1670 à Arras, est un ecclésiastique qui fut abbé commendataire, agent général du clergé de France et évêque d'Arras.

## Biographie
Étienne Moreau naît à Paris. Il est le fils de Jean Moreau, avocat au parlement, conseiller du roi aux Conseils et général en la Cour des monnaies, et de Jeanne de Thélis et il est baptisé dans l'église Saint-Nicolas-du-Chardonnet le 28 octobre 1594. Docteur de la faculté de théologie de la Sorbonne à Paris, il reçoit en commende, en 1620, l'abbaye de Saint-Josse, près de Montreuil, dans le diocèse d'Amiens. Il est ordonné prêtre en 1622.
Il procède à une vaste restauration de son abbaye, dont il fait réparer l'église et reconstruire les locaux réguliers ; il rassemble les religieux et introduit enfin la réforme dans son abbaye par concordat en 1633 avec la Congrégation de Saint-Maur. À la suite du décès d'Alphonse de Breteuil en 1629, l'assemblée provinciale du clergé de la province ecclésiastique de Rouen le subroge dans la fonction d'agent général du clergé de France du défunt le 3 janvier 1629 pour le temps de mandat restant à courir. Il assiste à l'Assemblée générale du clergé de 1635 et le roi l'ayant pressenti, il est promu à l'évêché d'Arras. Il demande à l'Assemblée de bien vouloir intervenir auprès du pape en sa faveur, ce qui fut fait.
Il est finalement choisi par le roi comme 59e évêque d'Arras le 28 avril 1656 et Pierre Leroy prend possession du siège en nom par procuration le 18 avril 1658. Toutefois, du fait de graves tensions entre la cour pontificale et le roi de France Louis XIV qui n'avait pas reçu l'induit, il n'est nommé évêque d'Arras que le 28 avril 1668 par le pape Clément IX. Il est confirmé le 3 septembre et consacré le 21 octobre suivant dans l'église Saint-Victor de Paris par Hardouin de Péréfixe de Beaumont, l'archevêque de Paris. Il prend possession de son siège le 23 novembre 1668 mais son épiscopat est bref car il meurt un peu plus d'un an après, le 8 janvier 1670. 
Son tombeau fut découvert lors de travaux le 25 avril 1839, sous le chœur de l'ancienne cathédrale d'Arras. Une plaque en cuivre sur son cercueil portait l'inscription :

« Illustrissimus et Reverendissimus Dominus D. Stephanus Moreau, Atrebatensis Episcopus. Extremum Diem Clausit : Anno Domini 1670 Ætatis suæ 76e Espiscopatus sui 2e. »

Sa dépouille fut par la suite inhumée dans l'église Saint-Nicolas-en-Cité, consacrée en 1846, érigée sur une parcelle de l'ancienne cathédrale. Une plaque funéraire devant le chœur de la nouvelle église perpétue sa mémoire.

## Sources
- (en) Catholic-Hierachy.org:Bishop Étienne Moreau